# キルクリフFC
キルクリフFC（Kill Cliff FC、Kill Cliff Fight Club）は、アメリカ合衆国のフロリダ州ディアフィールドビーチに拠点を置く総合格闘技ジム。旧称サンフォードMMA（Sanford MMA）、ハードノックス365（Hard Knocks 365）、コンバット・クラブ（Combat Club）。

## 概要
2017年、ブラックジリアンズのコーチを辞任したヘンリー・ホーフトとグレッグ・ジョーンズがフロリダ州ボイントンビーチに総合格闘技ジム「コンバット・クラブ」を設立し、後に拠点をフロリダ州フォートローダーデールに移し「ハードノックス365」を設立した。2019年、非営利医療組織「サンフォードヘルス」（Sanford Health）とスポンサー契約を結びジムの名称を「サンフォードMMA」に変更した。その後、拠点をフロリダ州ディアフィールドビーチに移し、ジムに隣接してサンフォードヘルスが運営する医療クリニックが開設された。2022年7月、エナジードリンクとCBDドリンクの会社「キルクリフ」（Kill Cliff）がジムの命名権を獲得し、「キルクリフFC」に名称が変更された。

## コーチングスタッフ
- ヘンリー・ホーフト
- グレッグ・ジョーンズ
- カミ・バルジーニ
- コーリー・ピーコック

## 主な所属選手
- カマル・ウスマン（元UFC世界ウェルター級王者）
- ロビー・ローラー（元UFC世界ウェルター級王者）
- ルーク・ロックホールド（元UFC世界ミドル級王者）
- ビクトー・ベウフォート（元UFC世界ライトヘビー級王者）
- ラシャド・エヴァンス（元UFC世界ライトヘビー級王者）
- マイケル・チャンドラー（元Bellator世界ライト級王者）
- ジェイソン・ジャクソン（元Bellator世界ウェルター級王者）
- ローガン・ストーリー（元Bellator世界ウェルター級暫定王者）
- エミリアーノ・ソルディ（英語版）(元PFLライトヘビー級トーナメント優勝）
- インパ・カサンガナイ（元PFLライトヘビー級トーナメント優勝）
- ブランドン・ヴェラ（元ONE世界ヘビー級王者）
- アウンラ・ンサン（元ONE世界ライトヘビー級・ミドル級王者）
- 井上直樹（現RIZINバンタム級王者）
- ギルバート・バーンズ
- アンソニー・ジョンソン
- デレク・ブランソン
- ヴォルカン・オーズデミア
- ビセンテ・ルケ
- ラファエル・フィジエフ
- シャフカト・ラフモノフ
- マイケル・ジョンソン
- リー・ジンリャン
- ブレンダン・アレン
- グレゴリー・ホドリゲス
- クラウディオ・プエレス
- イアン・ハイニッシュ
- ステファン・ストルーフェ
- タイロン・スポーン
- マット・ミトリオン
- 佐藤天
- ハーバート・バーンズ
- リントン・ヴァッセル
- アダム・ボリッチ
- バイサングル・ススルカエフ